# Lac d'Entrepeñas

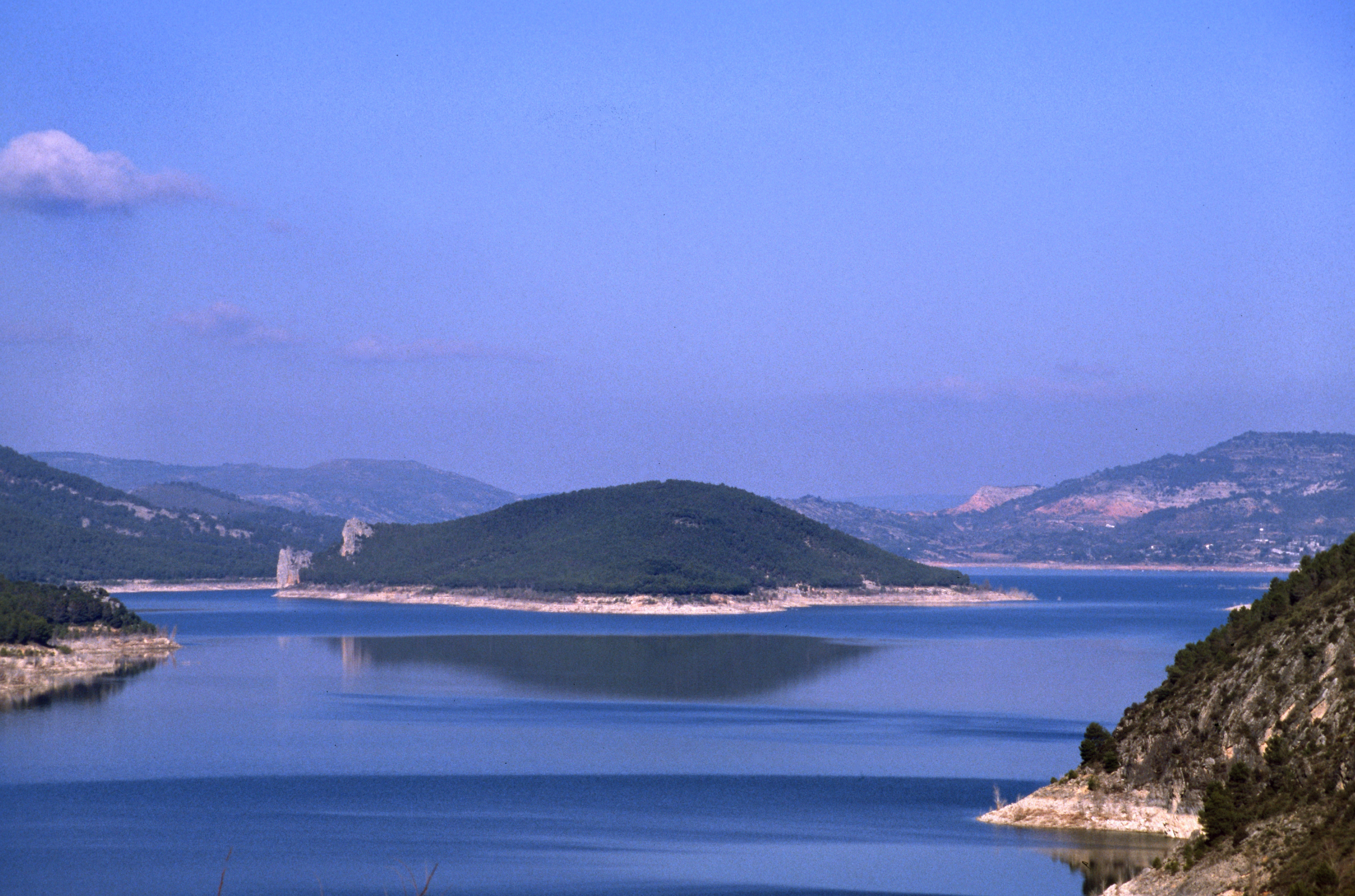
Le lac d'Entrepeñas.

Le lac d'Entrepeñas (en espagnol : Embalse de Entrepeñas) est un lac de barrage situé sur le cours du Tage. Le barrage qu'il alimente se trouve entre le bourg de Sacedón et le village d'Auñón, dans le sud de la province de Guadalajara.

## Référence
- (es) Cet article est partiellement ou en totalité issu de l’article de Wikipédia en espagnol intitulé « Embalse de Entrepeñas » (voir la liste des auteurs).